# Погорина (жіночий футбольний клуб)
ФК «Погорина» — український жіночий футбольний клуб з Костополя, що виступає в першій лізі чемпіонату України з футболу серед жінок.

## Попередні назви
- 2005–2012— «Родина-КОЛІСП» Костопіль
- 2013–2019— «Родина-Ліцей» Костопіль
- 2019–2021— «Родина» Костопіль
- 2021–2024— «Верес» Рівне
- з 2024 — «Погорина» Костопіль

## Історія клубу
Жіночий футбольний клуб «Родина» було створено у 2003 році на базі Костопільського обласного ліцею-інтернату спортивного профілю (КОЛІСП), що з'явився двома роками раніше. Свою назву колектив отримав завдяки однойменній торговій марці, що об'єднувала кількох місцевих підприємців. Наставником клубу став Василь Мамчур, що до цього працював у дитячо-юнацькій спортивній школі та обіймав посаду тренера жіночої збірної Рівненської області.
З 2005 року костопільські футболістки почали брати участь у змаганнях вищої ліги чемпіонату України та юнацьких першостях країни. Найвищим досягненням дорослої команди «Родина-КОЛІСП» стало 4-те місце у розіграші чемпіонату України 2011 року, натомість юнацькі колективи неодноразово здобували «золото» всеукраїнських змагань.
У 2014 році гравчині «Родини-Ліцей» дійшли до стадії півфіналу Кубка України, де поступилися чернігівській «Легенді-ШВСМ».
У сезоні 2019—2020 років «Родина» закінчила змагання у вищій лізі на останньому місці. А на наступний сезон керівництво клубу заявило про неможливість брати участь у новому розіграші чемпіонату України.
Всі попередні сезони команда представляла місто Костопіль, допоки у 2021 році на базі клубу не було засновано жіночу команду народного клубу «Верес» з міста Рівне.
В своєму дебютному сезоні під емблемою «Вереса» команда провела 7 матчів і набрала в них максимальну кількість балів в жіночій першій лізі, але через російську агресію той чемпіонат було завершено достроково.
На наступний сезон команду було заявлено вже до вищої ліги, де ЖФК «Верес» серед 12-ти кращих жіночих команд країни посів в турнірній таблиці 8-ме місце.
В сезоні 2023—24 років «Верес» не зміг зберегти прописку в елітному дивізіоні. Посівши передостаннє місце в регулярному чемпіонаті, команда вимушена була грати перехідні матчі проти київської команди «Оболонь», що зайняла призове друге місце в першій лізі. Столичний клуб за сумою двох матчів переміг рівненчанок з рахунком — 3:2, тому «Верес» понизився до першої ліги.
В червні 2024 року президентом НК «Верес» Іваном Надєїним було оголошено про те, що починаючи з нового сезону команда буде знову базуватиметься у Костополі та носитиме назву «Верес-Родина», проте пізніше на сезон команда з такою назвою не заявилася. В свою чергу у перщій лізі сезону 2024—25 років розпочала свої виступи команда з Костополя під назвою «Погорина». Директором цього клубу став Василь Мамчур. Майже весь основний склад новостворенної команди «Погорина» складали гравчині, що в попередньому сезоні виступали за «Верес», а головним тренером було призначено Олену Руду, яка також попередні роки тренувала рівенську народну команду.
Свою дебютну офіційну гру «Погорина» провела на виїзді у Львові та здобула переконливу перемогу над місцевою командою «Рух» з рахунком — 4:0.

## Статистика виступів у вищій лізі
| Сезон     | Назва         | Місце   | Ігор | В | Н | П  | М+ | М- | Очок |
| --------- | ------------- | ------- | ---- | - | - | -- | -- | -- | ---- |
| 2005      | Родина-КОЛІСП | 7 з 9   | 16   | 3 | 2 | 11 | 6  | 54 | 11   |
| 2006      | Родина-КОЛІСП | 6 з 9   | 16   | 5 | 2 | 9  | 15 | 37 | 17   |
| 2007      | Родина-КОЛІСП | 8 з 8   | 14   | 1 | 1 | 12 | 9  | 44 | 4    |
| 2008      | Родина-КОЛІСП | 7 з 10  | 16   | 5 | 1 | 10 | 21 | 39 | 16   |
| 2009      | Родина-КОЛІСП | 5 з 7   | 12   | 2 | 3 | 7  | 11 | 27 | 9    |
| 2010      | Родина-КОЛІСП | 7 з 9   | 14   | 3 | 2 | 9  | 17 | 42 | 11   |
| 2011      | Родина-КОЛІСП | 4 з 8   | 14   | 6 | 2 | 6  | 24 | 30 | 20   |
| 2012      | Родина-КОЛІСП | 5 з 8   | 14   | 5 | 2 | 7  | 15 | 31 | 17   |
| 2013      | Родина-Ліцей  | 7 з 8   | 14   | 3 | 1 | 10 | 15 | 54 | 7    |
| 2014      | Родина-Ліцей  | 6 з 8   | 14   | 5 | 0 | 9  | 8  | 41 | 15   |
| 2015      | Родина-Ліцей  | 5 з 8   | 14   | 5 | 1 | 8  | 18 | 48 | 16   |
| 2016      | Родина-Ліцей  | 6 з 7   | 12   | 2 | 2 | 8  | 11 | 43 | 8    |
| 2017      | Родина-Ліцей  | 8 з 9   | 8    | 0 | 2 | 6  | 5  | 22 | 2    |
| 2017—2018 | Родина-Ліцей  | 9 з 10  | 18   | 1 | 5 | 12 | 10 | 55 | 8    |
| 2018—2019 | Родина        | 8 з 10  | 18   | 4 | 2 | 12 | 14 | 59 | 14   |
| 2019—2020 | Родина        | 10 з 10 | 18   | 0 | 2 | 16 | 4  | 45 | 2    |
| 2022—2023 | Верес         | 8 з 12  | 22   | 6 | 2 | 14 | 33 | 71 | 20   |
| 2023—2024 | Верес         | 11 з 12 | 21   | 2 | 3 | 16 | 21 | 61 | 9    |

## Відомі футболістки
Повний список гравчинь-вихованок костопільського ліцею, статті про яких містяться у Вікіпедії, дивіться тут.
- Ольга Овдійчук
- Юлія Шевчук
- Натія Панцулая
- Тетяна Тріль (Полюхович)
- Олена Руда
- Ірина Котяш
- Катерина Корсун
- Вікторія Головач
- Яна Котик

## Попередні емблеми клубу

Емблема ЖФК «Родина» (Костопіль)
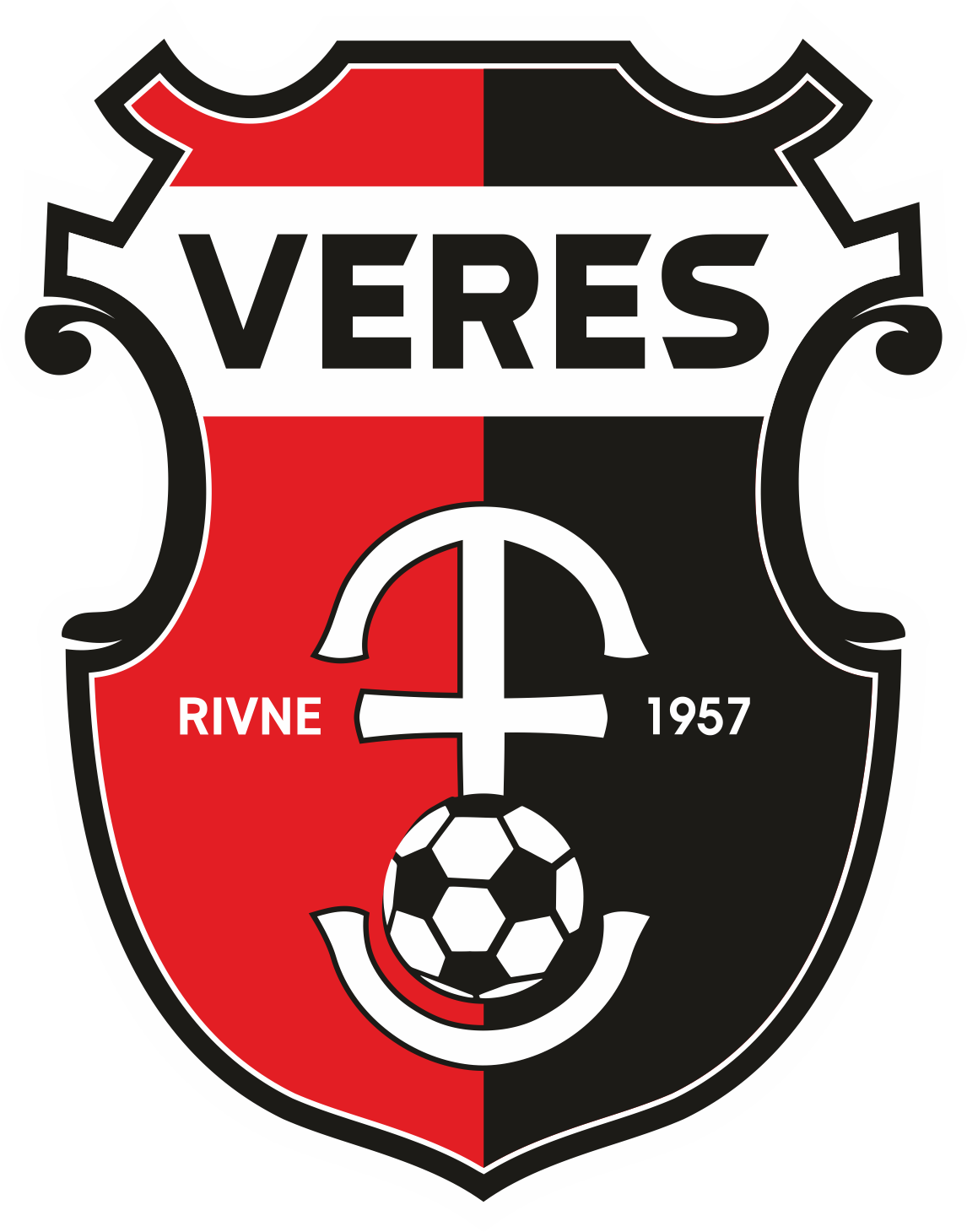
Емблема ЖФК «Верес» (Рівне)

## Кольори клубу
|  | 2014–2015 (домашня) | 2014–2015 (гостьова) | 2021–2022 (домашня) | 2021–2022 (гостьова) | 2024–2025 (домашня) | 2024–2025 (гостьова) |